# Где ћеш
Где ћеш је трећи студијски албум српске музичке групе Репетитор. Албум је објављен 18. октобра 2016. године за словеначку издавачку кућу Moonlee Records. Доступан је у дигиталном формату, на ЦД-у и на грамофонској плочи.

## О албуму
Шест од укупно осам песама са албума Где ћеш снимљено је током 2016. у београдском студију Дигимедија. Песме Бескрај и Ако те икада забележене су још 2015. у Врбасу, у студију Шамарчина. Репетитор је послове тонског снимања, продукције и микса албума поверио Горану Цревару. За мастеровање албума побринули су се Карл Саф и Марко Пељевић.

## Успешност на топ листама

### Годишње листе албума
Албум Где ћеш нашао се и на листама најбољих издања која су током 2016. објавили извођачи са простора некадашње СФРЈ.
| Назив листе                                                         | Приређивач листе | Позиција    | Изв.  |
| ------------------------------------------------------------------- | ---------------- | ----------- | ----- |
| Балканрок одабрао најбоље у 2016. години: Топ 30 регионалних албума | Балканрок        | без поретка | [ 5 ] |
| Најбоља домаћа/регионална издања 2016.                              |                  |             | [ 6 ] |
| Најбољи домаћи и регионални албуми 2016. године                     |                  |             | [ 7 ] |
| Најбољи албуми 2016. (домаћи/екс-ју) по избору читатеља             |                  |             | [ 8 ] |
| Најбољи регионални албуми и синглови 2016.                          |                  |             | [ 9 ] |

### Недељне листе синглова
| Назив песме | Назив листе | Приређивач листе | Најбољи пласман | Датум(и) најбољег пласмана | Изв.   |
| ----------- | ----------- | ---------------- | --------------- | -------------------------- | ------ |
| Бескрај     | Дискомер    | Радио Студио Б   |                 | 24. јануар 2016.           | [ 10 ] |

## Списак песама
Аутори музике и текстова су Борис Властелица, Ана-Марија Цупин и Милена Милутиновић.
| №               | Назив           | Трајање |  |
| 1.              | Сужени снови    | 3:30    |  |
| 2.              | Где ћеш         | 3:27    |  |
| 3.              | Јатаци          | 2:37    |  |
| 4.              | Краљ ничега     | 2:51    |  |
| 5.              | Црвена          | 5:27    |  |
| 6.              | Ако те икада    | 3:05    |  |
| 7.              | Бескрај         | 3:35    |  |
| 8.              | Експедиција     | 4:21    |  |
| Укупно трајање: | Укупно трајање: | 28:53   |  |

## Синглови и спотови
- 1. Бескрај
  - Сингл је објављен у децембру 2015. године.
  - Спот је режирала и монтирала Мина Ђукић.[11]
- 2. Сужени снови
  - Сингл је објављен у новембру 2016. године.
  - Спот је сниман пуна 24 сата у београдској уметничкој радионици и галерији Квака 22. За режију и монтажу спота био је задужен Миодраг Цицовић, члан групе .[12][13]
- 3. Ако те икада
  - Сингл је објављен у новембру 2017. године.
  - Спот садржи запис са концерта који је Репетитор одржао 30. јуна 2017. пред осуђеницима смештеним у затвореном делу Окружног затвора у Београду. Режију спота потписао је Филип Чудић.[14]
- 4. Краљ ничега
  - Сингл је објављен у мају 2018. године.
  - Спот је анимирани, а израдио га је студио ГО ХЕКТИК. Ово је уједно био и први анимирани спот у каријери Репетитора.[15]
- 5. Експедиција
  - Сингл је објављен у априлу 2019. године.
  - Спот је режирао Никола Хајдуковић, члан групе .[16]
- 6. Црвена
  - Сингл је објављен у јуну 2020. године.
  - Аутори спота су Тони Сопрано Менеглејте и Сонда3.[17]

## Музичари

### Постава групе
- Борис Властелица — гитара, вокал
- Ана-Марија Цупин — бас-гитара, вокал
- Милена Милутиновић — бубањ [1][2][3]

## Остали допринос албуму
- тонски сниматељ, продуцент и миксер: Горан Цревар
- мастеровање: Карл Саф (2—8), Марко Пељевић (1) [1][2][3]

## Рецензије
| Медиј     | Аутор рецензије    | Оцена           | Изв.   |
| --------- | ------------------ | --------------- | ------ |
|           | Зоран Стајчић      | 10/10 звездица  | [ 18 ] |
|           | Синиша Миклаужић   | 4.5/5 звездица  | [ 19 ] |
|           | Мислав Братош      | 4.5/5 звездица  | [ 20 ] |
|           | Срђан Страјнић     | 8.5/10 звездица | [ 21 ] |
| Балканрок | Сергеј Соколов     | 6/10 звездица   | [ 22 ] |
|           | Слободан Вујановић | 6/10 звездица   | [ 23 ] |
|           | Оља Вагнер         | без оцене       | [ 24 ] |
|           | Томислав Жегура    | без оцене       | [ 25 ] |